# Agrartechnologie
Agrartechnologie ist ein Querschnittsfach aus dem Gebiet der Agrarwissenschaften, das sich mit der Weiterentwicklung technischer Verfahren und Gerätschaften in den Bereichen Landwirtschaft, Forstwirtschaft, Gartenbau, Umweltschutz und nachwachsende Rohstoffe beschäftigt.
Ziel der technischen Weiterentwicklung im Bereich Agrartechnologie ist sowohl die Steigerung des wirtschaftlichen Erfolges als auch die Minimierung nachteiliger Folgen für die Umwelt. Agrartechnologie ist Ausbildungsinhalt der jeweiligen Fachstudiengänge, sowie an Fachhochschulen und in Weiterbildungsstudiengängen. Forschung findet überwiegend in den zugehörigen Fachinstituten statt, selten an fachübergreifenden Instituten für Agrartechnologie.
Vereinzelt wird Agrartechnologie fälschlicherweise als Synonym zur Bezeichnung von Landtechnik verwendet. Häufiger ist die Verwendung als alternative Bezeichnung für Forschung im Bereich der Landtechnik, was einen Teilbereich der Agrartechnologie darstellt. Im englischen Sprachraum bezeichnet agricultural technology zusammenfassend sowohl Landtechnik als auch Agrartechnologie.